# Breuberg
Breuberg ist eine Stadt im südhessischen Odenwaldkreis im nördlichen Odenwald. Am 16. August 1971 schlossen sich die Gemeinden Hainstadt, Neustadt, Rai-Breitenbach, Sandbach (Sitz der Stadtverwaltung) und Wald-Amorbach im Zuge der hessischen Gebietsreform zur neuen, nach der zentral auf dem Gemeindegebiet liegenden Burg benannten Stadt Breuberg zusammen.
Die Stadtrechte waren im Jahre 1378 durch Kaiser Karl IV. an die Siedlung Neustadt verliehen worden. Sie war einst als Wohnsiedlung für Bedienstete der Burgherren angelegt und entwickelte sich vom 14. Jahrhundert an zu einer befestigten Markt- und Landstadt mit eigener Gerichtsbarkeit. Im Laufe der Zeit siedelten sich Handwerker und Bauern, welche für den Lebensunterhalt der Burgherren und deren Leute mit sorgten, entlang der alten Handelsstraße an.

## Nachbargemeinden
Breuberg grenzt im Norden an die Stadt Groß-Umstadt (Landkreis Darmstadt-Dieburg) und die Gemeinde Mömlingen, im Osten an die Stadt Obernburg am Main (beide Landkreis Miltenberg in Bayern), im Süden an die Gemeinde Lützelbach sowie im Westen an die Gemeinde Höchst.

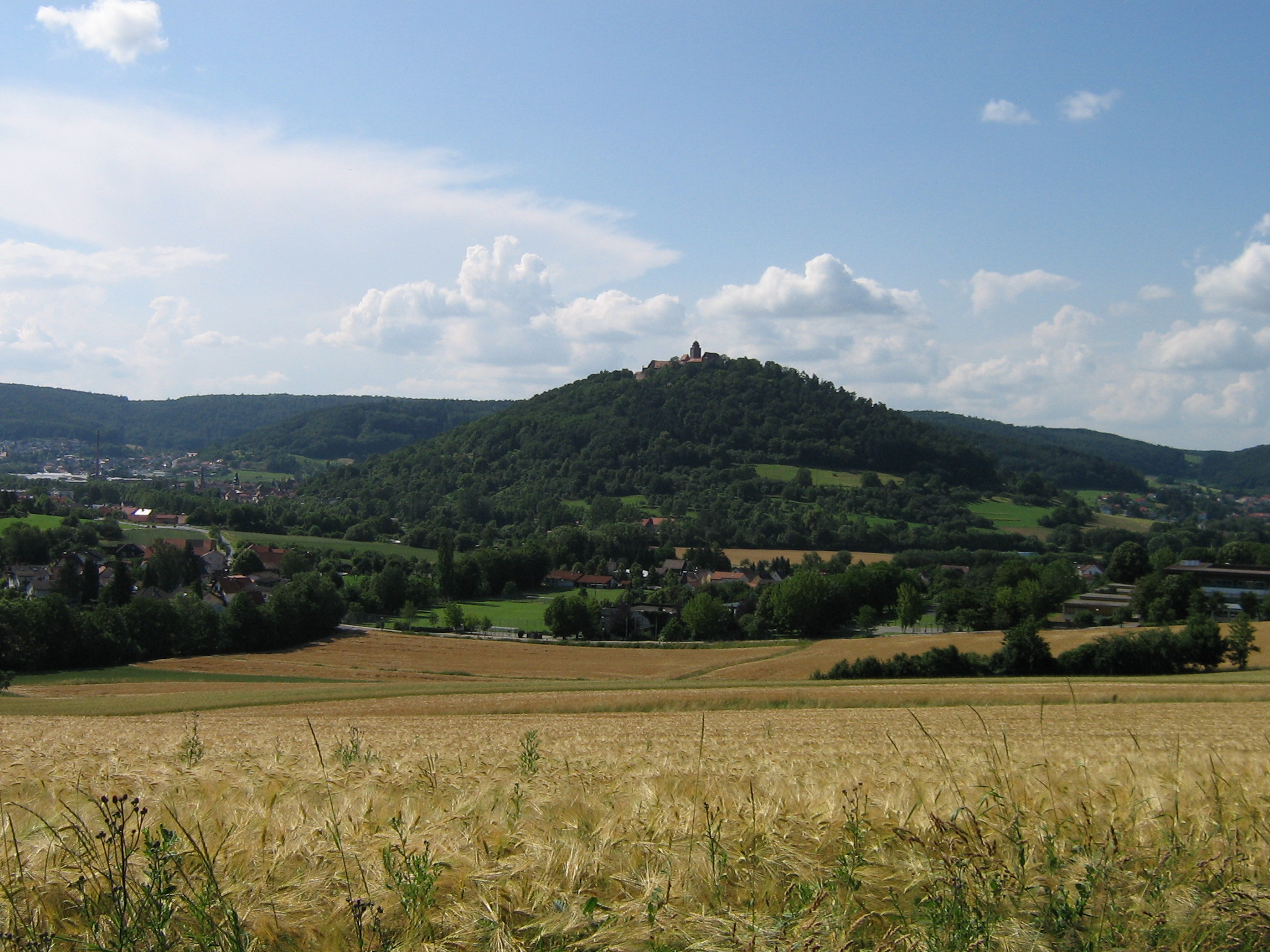
Burg Breuberg im Sommer 2006

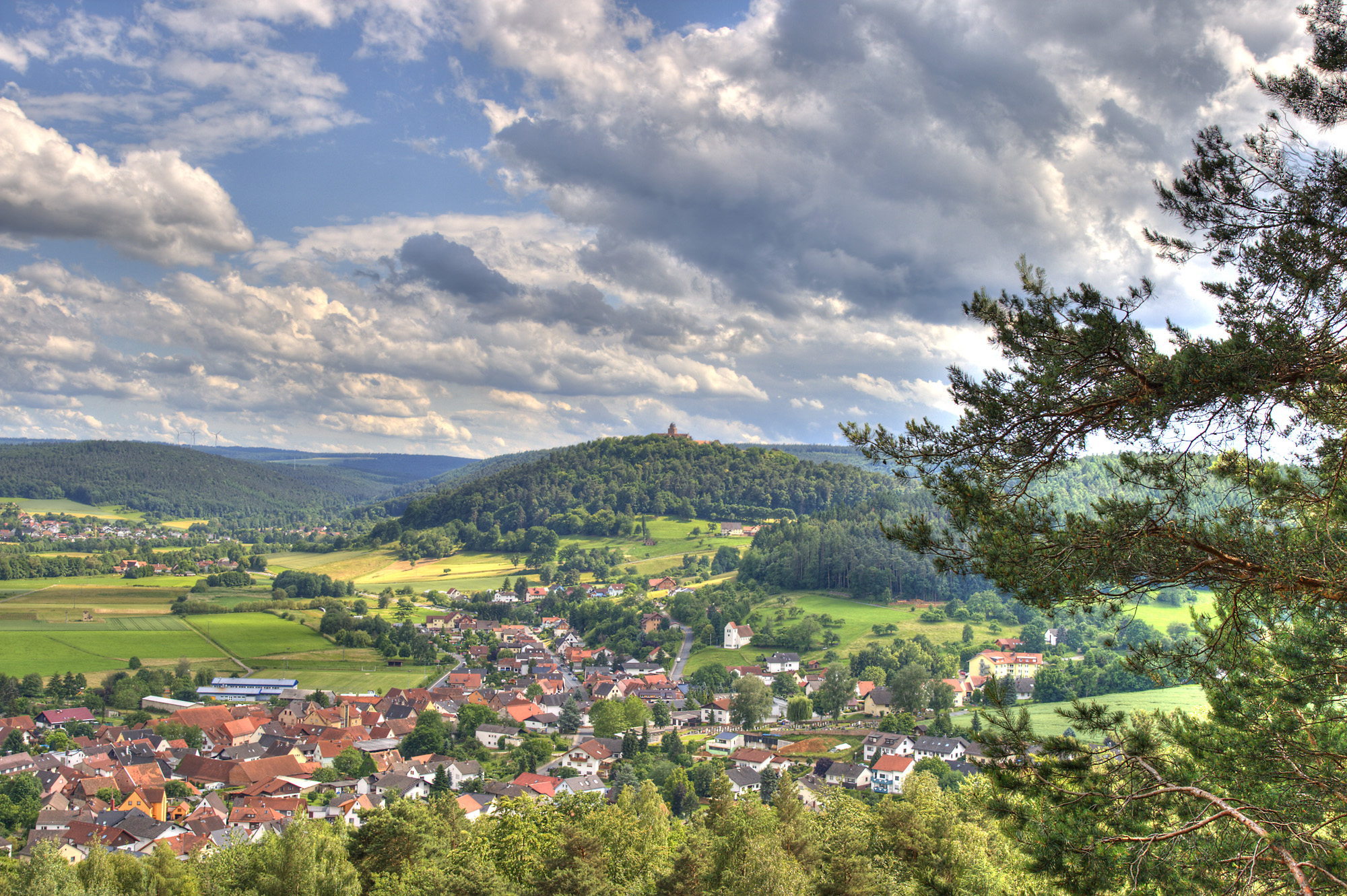
Blick auf Hainstadt und die Burg

## Geschichte
Gemeindebildung
Im Zuge des Gebietsreform in Hessen zum 31. Dezember 1970 die bis dahin selbständige Gemeinde Rai-Breitenbach auf freiwilliger Basis in die Stadt Neustadt eingemeindet. Die heutige Stadt Breuberg entstand durch die freiwillige Fusion der Stadt Neustadt und der Gemeinden Hainstadt, Sandbach und Wald-Amorbach zum 1. Oktober 1971.
Für alle ehemals eigenständigen Gemeinden wurde ein Ortsbezirk mit Ortsbeirat und Ortsvorsteher nach der Hessischen Gemeindeordnung gebildet.

## Bevölkerung

### Einwohnerstruktur 2011
Nach den Erhebungen des Zensus 2011 lebten am Stichtag, dem 9. Mai 2011, in Breuberg 7344 Einwohner. Darunter waren 1455 (19,8 %) Ausländer, von denen 717 aus dem EU-Ausland, 657 aus anderen europäischen Ländern und 83 aus anderen Staaten kamen. (Bis zum Jahr 2020 erhöhte sich die Ausländerquote auf 23,9 %.) Nach dem Lebensalter waren 1371 Einwohner unter 18 Jahren, 3075 zwischen 18 und 49, 1560 zwischen 50 und 64 und 1338 Einwohner waren älter. Die Einwohner lebten in 3051 Haushalten. Davon waren 840 Singlehaushalte, 807 Paare ohne Kinder und 1092 Paare mit Kindern, sowie 255 Alleinerziehende und 60 Wohngemeinschaften. In 552 Haushalten lebten ausschließlich Senioren und in 2085 Haushaltungen leben keine Senioren.

### Einwohnerentwicklung
| Stadt Breuberg: Einwohnerzahlen von 1973 bis 2020                   | Stadt Breuberg: Einwohnerzahlen von 1973 bis 2020 | Stadt Breuberg: Einwohnerzahlen von 1973 bis 2020 | Stadt Breuberg: Einwohnerzahlen von 1973 bis 2020 | Stadt Breuberg: Einwohnerzahlen von 1973 bis 2020 |
| ------------------------------------------------------------------- | ------------------------------------------------- | ------------------------------------------------- | ------------------------------------------------- | ------------------------------------------------- |
| Jahr                                                                |                                                   |                                                   |                                                   | Einwohner                                         |
| 1973                                                                | 1973                                              |                                                   | 7.090                                             | 7.090                                             |
| 1975                                                                | 1975                                              |                                                   | 6.674                                             | 6.674                                             |
| 1980                                                                | 1980                                              |                                                   | 6.616                                             | 6.616                                             |
| 1985                                                                | 1985                                              |                                                   | 6.727                                             | 6.727                                             |
| 1990                                                                | 1990                                              |                                                   | 7.144                                             | 7.144                                             |
| 1995                                                                | 1995                                              |                                                   | 7.287                                             | 7.287                                             |
| 2000                                                                | 2000                                              |                                                   | 7.420                                             | 7.420                                             |
| 2005                                                                | 2005                                              |                                                   | 7.425                                             | 7.425                                             |
| 2010                                                                | 2010                                              |                                                   | 7.184                                             | 7.184                                             |
| 2011                                                                | 2011                                              |                                                   | 7.344                                             | 7.344                                             |
| 2015                                                                | 2015                                              |                                                   | 7.488                                             | 7.488                                             |
| 2020                                                                | 2020                                              |                                                   | 7.496                                             | 7.496                                             |
| Quelle(n): Hessisches Statistisches Informationssystem; Zensus 2011 |                                                   |                                                   |                                                   |                                                   |

### Historische Religionszugehörigkeit
| • 1987: | 3823 evangelische (= 56,5 %), 1927 katholische (= 28,4 %), 1024 sonstige (= 15,1 %) Einwohner |
| • 2011: | 2862 evangelische (= 39,5 %), 1632 katholische (= 22,6 %), 2850 sonstige (= 39,4 %) Einwohner |

## Politik

### Stadtverordnetenversammlung
Die Kommunalwahl am 14. März 2021 lieferte folgendes Ergebnis, in Vergleich gesetzt zu früheren Kommunalwahlen:
Die Stadtverordnetenversammlung (31 Sitze) setzt sich in der Legislaturperiode 2021/2026 wie folgt zusammen: 15 SPD, 11 BWG (Breuberger Wähler Gemeinschaft), 4 Bündnis 90/Die Grünen und 1 CDU.
| Sitzverteilung in der Stadtverordnetenversammlung 2021Insgesamt 31 Sitze - SPD: 15 - Grüne: 4 - CDU: 1 - BWG: 11 | Parteien und Wählergemeinschaften | Parteien und Wählergemeinschaften       | % 2021 | Sitze 2021 | % 2016 | Sitze 2016 | % 2011 | Sitze 2011 | % 2006 | Sitze 2006 | % 2001 | Sitze 2001 |
| Sitzverteilung in der Stadtverordnetenversammlung 2021Insgesamt 31 Sitze - SPD: 15 - Grüne: 4 - CDU: 1 - BWG: 11 | SPD                               | Sozialdemokratische Partei Deutschlands | 48,0   | 15         | 51,0   | 16         | 57,8   | 18         | 67,7   | 21         | 63,5   | 20         |
| Sitzverteilung in der Stadtverordnetenversammlung 2021Insgesamt 31 Sitze - SPD: 15 - Grüne: 4 - CDU: 1 - BWG: 11 | BWG                               | Breuberger Wähler Gemeinschaft          | 35,7   | 11         | 35,7   | 11         | 22,5   | 7          | 32,3   | 10         | 36,5   | 11         |
| Sitzverteilung in der Stadtverordnetenversammlung 2021Insgesamt 31 Sitze - SPD: 15 - Grüne: 4 - CDU: 1 - BWG: 11 | GRÜNE                             | Bündnis 90/Die Grünen                   | 12,2   | 4          | 10,2   | 3          | 12,0   | 4          | —      | —          | —      | —          |
| Sitzverteilung in der Stadtverordnetenversammlung 2021Insgesamt 31 Sitze - SPD: 15 - Grüne: 4 - CDU: 1 - BWG: 11 | CDU                               | Christlich Demokratische Union          | 2,8    | 1          | 3,1    | 1          | 6,8    | 2          | —      | —          | —      | —          |
| Sitzverteilung in der Stadtverordnetenversammlung 2021Insgesamt 31 Sitze - SPD: 15 - Grüne: 4 - CDU: 1 - BWG: 11 | DIE LINKE                         | Die Linke                               | 1,3    | —          | —      | —          | 0,8    | 0          | —      | —          | —      | —          |
| Sitzverteilung in der Stadtverordnetenversammlung 2021Insgesamt 31 Sitze - SPD: 15 - Grüne: 4 - CDU: 1 - BWG: 11 | Gesamt                            | Gesamt                                  | 100    | 31         | 100    | 31         | 100    | 31         | 100    | 31         | 100    | 31         |
| Sitzverteilung in der Stadtverordnetenversammlung 2021Insgesamt 31 Sitze - SPD: 15 - Grüne: 4 - CDU: 1 - BWG: 11 | Wahlbeteiligung in %              | Wahlbeteiligung in %                    | 50,1   | 50,1       | 49,1   | 49,1       | 48,6   | 48,6       | 50,0   | 50,0       | 58,1   | 58,1       |

Die Stadtverordnetenversammlung hat vier Ausschüsse gebildet:
- Haupt- und Finanzausschuss
- Bau- und Verkehrsausschuss
- Umwelt- und Landwirtschaftsausschuss
- Ausschuss für Soziales und Vereine

### Bürgermeister und Magistrat
Nach der hessischen Kommunalverfassung wird der Bürgermeister für eine sechsjährige Amtszeit gewählt, seit dem Jahr 1993 in einer Direktwahl, und ist Vorsitzender des Magistrats, dem in der Stadt Breuberg neben dem Bürgermeister ehrenamtlich ein Erster Stadtrat und acht weitere Stadträte angehören. Bürgermeisterin ist seit dem 1. Dezember 2021 Deirdre Heckler (SPD). Sie wurde als Nachfolgerin von Jörg Springer (SPD), der nach einer Amtszeit nicht mehr kandidiert hatte, am 26. September 2021 im ersten Wahlgang ohne Gegenkandidaten bei 61,81 Prozent Wahlbeteiligung mit 73,49 Prozent der Stimmen gewählt.
Amtszeiten der Bürgermeister
- 2021–2027 Deirdre Heckler (SPD)[16]
- 2015–2021 Jörg Springer (SPD)[17]
- 2008–2015 Frank Matiaske (SPD) (Amtsantritt 1. Februar 2008, Weggang am 1. September 2015 nach seiner Wahl als Landrat des Odenwaldkreises)[20]
- 1984–2008 Günter Verst (SPD)[21]
- 1971–1984 Heinrich Böhm (SPD)[22]

Magistrat
Der Magistrat ist als Kollegialorgan die Verwaltungsbehörde der Stadt. Er besteht aus dem Bürgermeister als Vorsitzenden, dem Ersten Stadtrat und mindestens einem weiteren Stadtrat; die Zahl der Stadträte wird in der Hauptsatzung festgeschrieben und sie sind, wenn dort nichts anderes bestimmt ist, ehrenamtlich tätig. In den kreisangehörigen Städten Hessens bewegt sich die Zahl der weiteren Stadträte (neben dem Ersten Stadtrat) zwischen vier und zwölf, mit einem Schwerpunkt bei der Spanne zwischen fünf bis neun. Die Zahl hauptamtlicher Stadträte darf die der ehrenamtlichen nicht übersteigen.
Der Magistrat besorgt die laufende Verwaltung und wird von den Bediensteten der Stadt unterstützt. Diese stellt er ein, befördert und entlässt sie. Er trifft die Entscheidungen zu laufenden Verwaltungsangelegenheiten, bereitet gemeinsam mit der Verwaltung die Beschlüsse der Stadtverordnetenversammlung vor und führt diese aus. Er wirkt mit bei der Ausführung der Gesetze und Verordnungen innerhalb der Stadt, bei der Verwaltung des Vermögens, bei der Erstellung des Haushaltsplanes sowie bei der Überwachung des Kassen- und Rechnungswesens. Auch die Wahrung der Bürgerinteressen ist seine Aufgabe. Er vertritt die Gemeinde nach außen, führt den Schriftwechsel und vollzieht die Gemeindeurkunden. Er tagt unter Vorsitz des Bürgermeisters in nicht-öffentlichen Sitzungen. An den Sitzungen der Stadtverordnetenversammlung nimmt der Magistrat ohne Stimmrecht teil.
Die ehrenamtlichen Stadträte werden von der Stadtverordnetenversammlung in oder bald nach der konstituierenden Sitzung für die fünfjährige Wahlperiode bis zur nächsten Kommunalwahl in den Magistrat gewählt. Für die Dauer ihrer Wahlzeit werden sie zu Ehrenbeamten ernannt und können zwar zurücktreten, aber im Gegensatz zu hauptamtlichen Magistratsmitgliedern nicht abgewählt werden. Die Stärke der in der Stadtverordnetenversammlung vertretenen Fraktionen spiegelt sich grundsätzlich in der Zusammensetzung des ehrenamtlichen Magistrats wider. Vertreterin der Bürgermeisterin ist Erste Stadträtin Ute Kowarschik (SPD).

### Ausländerbeirat
In Breuberg besteht seit 1993 ein Ausländerbeirat, der die Belange ausländischer Bürger gegenüber der Stadt vertritt. Die ehrenamtlichen Mitglieder werden alle fünf Jahre gewählt. Bei der letzten Wahl am 29. November 2015 haben 85 von 1357 Wahlberechtigten von ihrem Wahlrecht Gebrauch gemacht. Das entspricht einer Wahlbeteiligung von 6,26 % (2010: 13,53 %, 2005: 10,29 %). Der Ausländerbeirat besteht aus sieben Sitzen. Derzeitiger Vorsitzender ist Marios Nassos.

### Wappen und Flagge
Wappen
| Wappen von Breuberg | Blasonierung: „Schild durch ein aufgerichtetes silbernes Schwert mit goldenem Griff gespalten (heraldisch) rechts in Blau eine silberne, golden bebutzte Rose, links in Rot ein silberner sechszackiger Stern.“ |

| Wappen von Breuberg | Das Wappen wurde der Stadt Breuberg am 2. Juli 1975 durch das Hessische Innenministerium genehmigt. Gestaltet wurde es durch den Bad Nauheimer Heraldiker Heinz Ritt. Das Wappen beruht auf dem der ehemaligen Stadt Neustadt. Das Schwert versinnbildlicht die Marktgerichtsbarkeit bzw. den Marktfrieden der ehemaligen Stadt Neustadt, die Rose ist dem Wappen des Hauses Wertheim entnommen, der Stern dem des Hauses Erbach. Das Wappen der ehemaligen Stadt Neustadt führt eine rotbebutzte Rose. |

Flagge
Die Flagge wurde der Stadt gemeinsam mit dem Wappen am 2. Juli 1975 genehmigt und wird wie folgt beschrieben:
„Dreibahnig Rot-Weiß-Blau, in der oberen Flaggenhälfte aufgelegt das Stadtwappen.“

### Partnerschaften
- Breuberg ist für seinen Stadtteil Neustadt Mitglied der größten internationalen Städtefreundschaft Arbeitsgemeinschaft Neustadt in Europa, in der sich 36 Städte und Gemeinden (Stand: Juli 2024) mit Namen Neustadt aus Deutschland, Österreich, Tschechien, Polen, der Slowakei und den Niederlanden zusammengeschlossen haben. In Breuberg ist der Sitz der Geschäftsstelle der Arbeitsgemeinschaft.

## Sehenswürdigkeiten

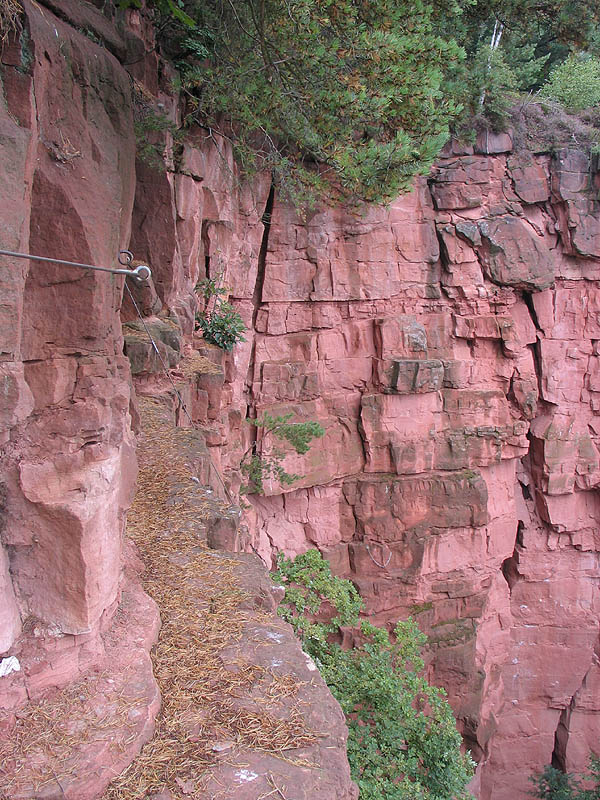
Klettersteig in einem Steinbruch in Breuberg-Hainstadt

### Burg Breuberg
Die Burg Breuberg zählt zu den am besten erhaltenen Burgen Deutschlands. Die so genannte Kernburg entstand im 12. Jahrhundert. Seit dem 14. Jahrhundert wurde die Burg immer wieder erweitert, so dass die Burg heute eine Reise durch die Baustile der vergangenen 850 Jahre bietet. Die Burg wurde wohl beschädigt, aber nie zerstört, und als Mittelpunkt der Herrschaft Breuberg und später als Landratssitz des Landratsbezirks Breuberg genutzt, was ihren guten Zustand erklärt. Heute gehört das Bauwerk dem Land Hessen und dient seit über 90 Jahren als Jugendherberge und Museum.
Ein weiteres mittelalterliches Gebäude auf Breuberger Gemarkung ist das Mühlhäuser Schlößchen südlich von Mühlhausen.

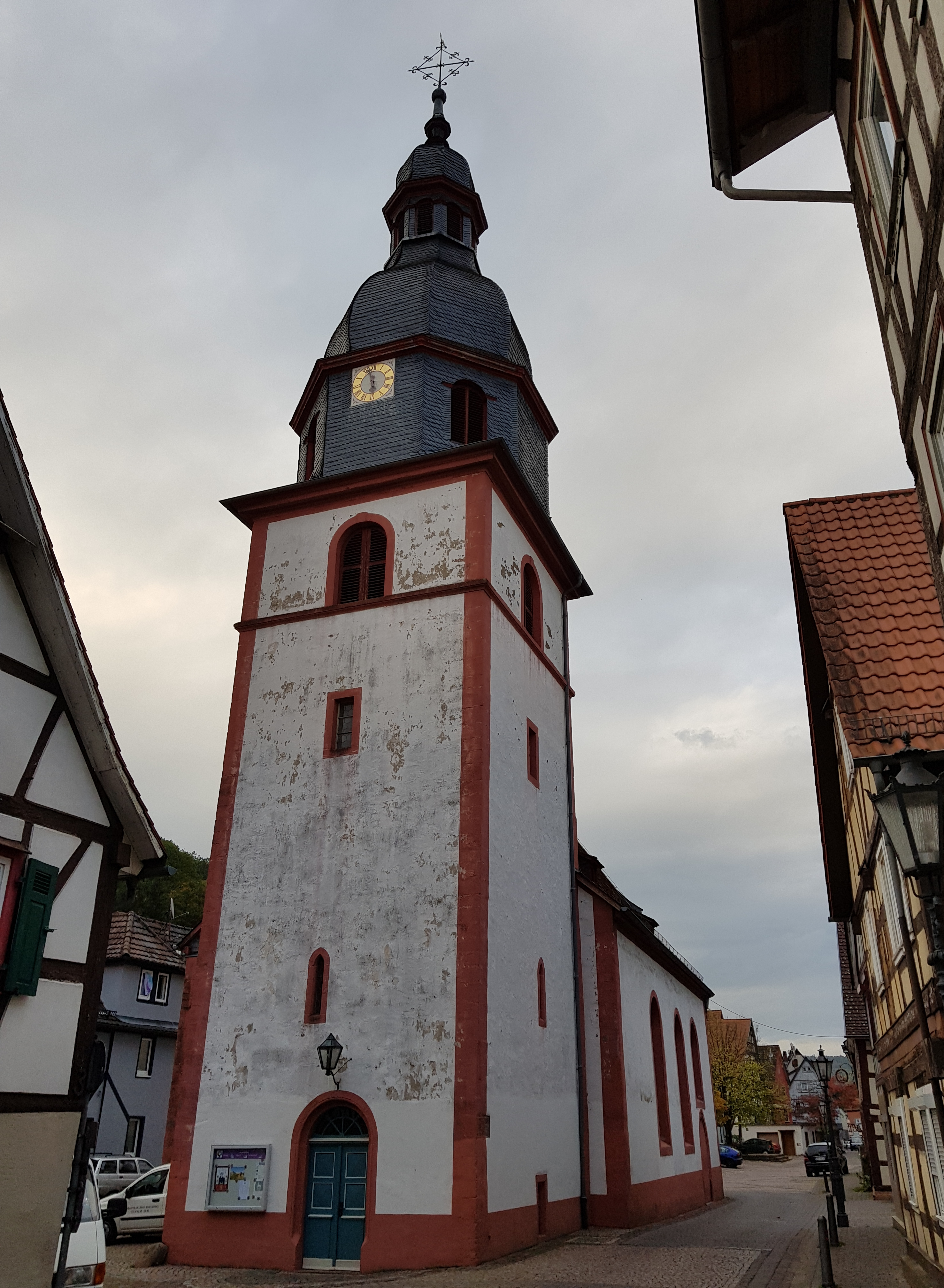
Evangelische Kirche Breuberg Neustadt

### Neustädter Altstadt
Das Rodensteiner Herrenhaus aus dem Jahre 1569 ist eines der markantesten Fachwerkhäuser der Neustädter Altstadt; es wurde im Zuge der Dorferneuerung unter viel Eigeninitiative und Unterstützung der Bürger, der Stadt Breuberg, des Odenwaldkreises und des Landes Hessen renoviert. Davor erhebt sich noch heute ein in Deutschland einmaliges hölzernes Kreuz mit den Symbolen des Marktfriedens und der Marktgerichtsbarkeit, Handschuh und Richtschwert. Am ehemaligen Rathaus neben der evangelischen Kirche, zeitweilig auch Sitz des Landratsamtes, wurde ein Glockenspiel installiert. Alle zwei Jahre (zu den ungeraden Jahreszahlen) findet der weit über Breubergs Grenzen hinaus bekannte Historische Markt statt.

### Evangelische Kirche Sandbach
Seit dem Mittelalter diente die Pfarrei Sandbach als Mutterkirche zahlreicher Gemeinden im Breuberger Land. Die heutige Kirche ist ein Werk der Barockzeit aus dem späten 18. Jahrhundert, der Turm aber wesentlich älter. Im Inneren ist neben der Einrichtung aus dieser Zeit der Grabstein des Grafen Michael III. von Wertheim aus der späten Renaissance erwähnenswert.
Das sich nahe der Kirche befindliche Pfarrhaus, war eigentlich Pfarrhaus und Jagdschloss, genannt Carlsruhe, zugleich.

### Skulpturenpark

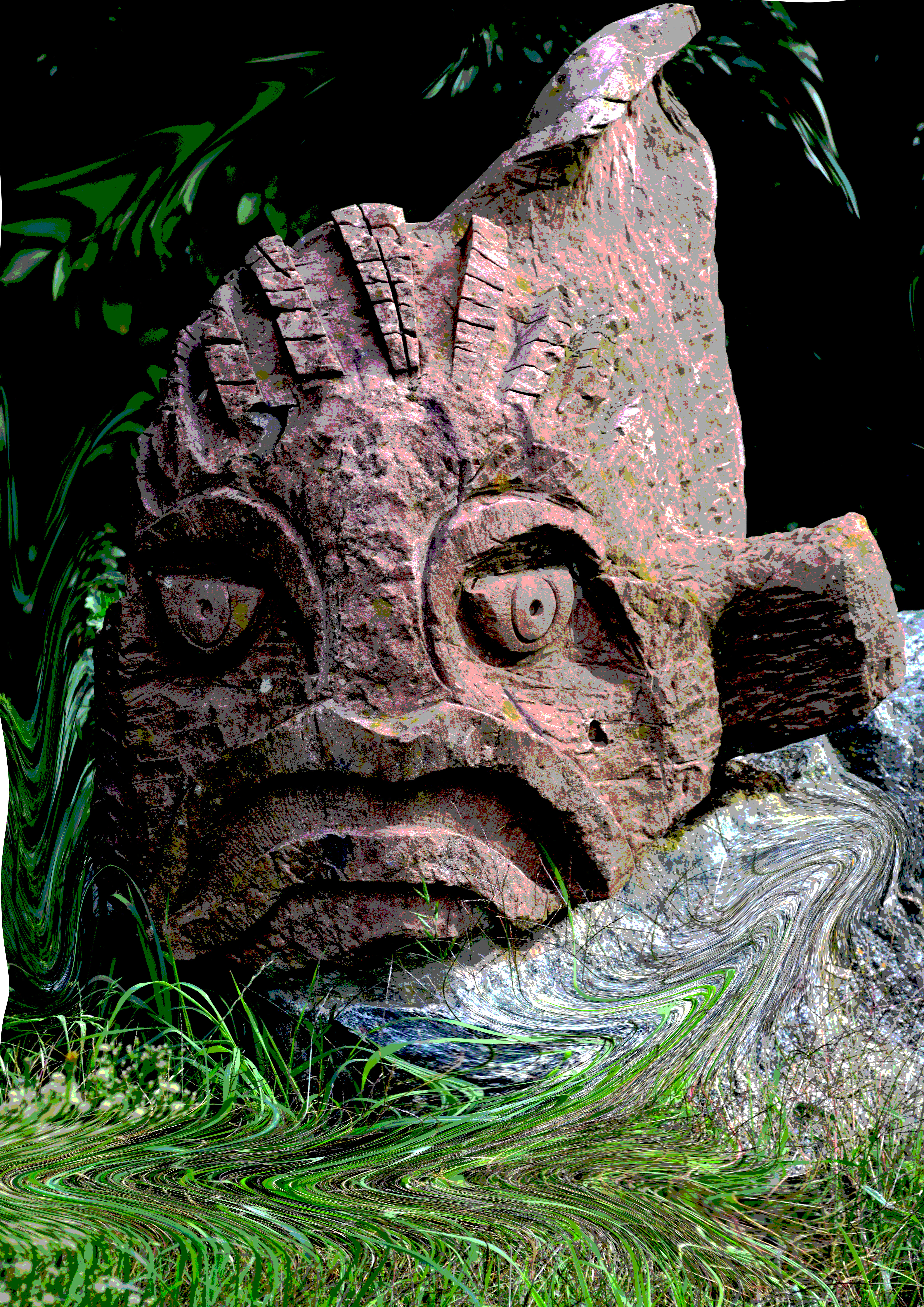
Skulpturenpark in Breuberg – „Piranha“ von Heinz Mack 2007

- Skulpturenpark in Breuberg – „Piranha“ von Heinz Mack 200732 Sandstein-Skulpturen an der Mümling-Aue von den Bildhauern Peter Hörr, Sabine Wagner, Karin Ebert, Marianne Wagner, Paul August Wagner.[29]
- Bildhauer-Treffen. Der Kunstverein Breuberg lädt jedes Jahr Bildhauer zum gemeinsamen Arbeiten in das Skulpturenfeld Breuberg-Aue ein.

### Steinbruch mit Klettersteig
Im Stadtteil Hainstadt im Tal der Mümling befindet sich ein Steinbruch, der von den Odenwälder Kletterfreunden zum Klettern eingerichtet worden ist. Es gibt zudem einen kurzen, mit Drahtseilen gesicherten Klettersteig. Die Odenwälder Kletterfreunde sorgen dafür, dass die Wege gepflegt werden. Der Steinbruch liegt auch im Einzugsbereich der Sektion Darmstadt des DAV.

### Natur und Schutzgebiete
In der Gemarkung Wald-Amorbach befindet sich das Natura2000-Gebiet „Wald bei Wald-Amorbach“ (FFH-Gebiet 6120-301).
In derselben Gemarkung liegt auch ein Teil des Naturschutzgebiets „Bruchwiesen von Dorndiel“.

## Wirtschaft und Infrastruktur

### Unternehmen
Die in der Stadt Breuberg ansässigen Unternehmen haben überregionale Bedeutung. Nach dem Jahr 1903, nach der Patentierung des Laufstreifenprofils für Fahrradreifen durch Friedrich Veith (1860–1908) wurden im Stadtteil Sandbach Luftschläuche für Fahrräder und Motorräder hergestellt. 1963 erwarb der Konzern Pirelli durch Aktienkäufe die Mehrheitsbeteiligung an der Veith Gummiwerke GmbH mit der gleichzeitigen Umwandlung in die Veith-Pirelli GmbH. Der Standort zog im Folgenden die Ansiedlung weiterer Unternehmen, wie Metzeler und die Trelleborg Automotive Germany GmbH, ein Tochterunternehmen der Trelleborg AB im Geschäftsbereich Automotive, nach. Die rasante wirtschaftliche Entwicklung bedingte einen Zuzug von ausländischen Arbeitskräften, insbesondere aus der Türkei. Daher erklärt sich der hohe Ausländeranteil von 19,9 % im Stadtgebiet Breuberg (Vergleich: Odenwaldkreis: 10,0 %, Hessen 11,1 %) und des benachbarten Höchst im Odenwald.
Von den 4118 sozialversicherungspflichtigen Arbeitnehmern im Jahr 2008 waren 3217 in produzierenden Betrieben tätig:
- Andros Deutschland GmbH im Ortsteil Neustadt, gegründet 1915 als Obst- und Gemüsehandel. 1955 nach einer Rekordapfelernte wurde die Idee geboren, das Obst in Konserven als Apfelmus einzumachen – es war die Geburtsstunde der Konservenindustrie in Breuberg. 2006 erwirtschafteten bei der damaligen Odenwald-Früchte GmbH 175 Mitarbeiter einen Umsatz von 51 Mio. Euro.

- Pirelli Reifenwerke GmbH & Co KG, der italienische Reifenhersteller Pirelli ist Hauptlieferant für Reifen der Fahrzeughersteller BMW, Daimler AG und Porsche. Gegründet wurde das Unternehmen 1872 von Giovanni Battista Pirelli, die deutsche Niederlassung in Breuberg-Sandbach wurde 1905 als Veith & Companie gegründet. 2510 Mitarbeiter, Umsatz: 775 Mio. Euro (2007).

- Robert Friedrich Metzeler eröffnete 1863 in München eine Handelsfirma für Gummi- und gummielastische Waren. 1968 wurde in Breuberg eine weitere Produktionsanlage geschaffen; 1978 wurde die Produktion von Reifen mit Ausnahme der Motorradreifen wieder eingestellt, die Fertigung im Werk München stillgelegt und ins Werk 2 nach Breuberg im Odenwald verlegt. 1986 wurde die Metzeler Kautschuk GmbH ebenfalls ein Unternehmen der Pirelli-Gruppe. 1999 gründete der Geschäftsbereich Trelleborg Wheel Systems der schwedischen Trelleborg AB ein Joint Venture mit dem italienischen Konzern Pirelli. Seit 2001 ist Trelleborg alleiniger Inhaber der Lizenzrechte für die Marke Pirelli Landwirtschaftsreifen, die in der ehemaligen Metzeler-Anlage gefertigt werden.

Der Tourismus hat in Breuberg eine zunehmende Bedeutung mit jährlichen Steigerungsraten. Im Jahr 2008 wurden 55770 Übernachtungen in den 507 zur Verfügung stehenden Fremdenbetten gezählt (11,7 % des gesamten Odenwaldkreises).

### Verkehr
Breuberg war durch die Bahnstrecke Aschaffenburg–Höchst (Odenwald) mit den Haltepunkten Hainstadt (Kr Erbach), Neustadt (Odenw) und Sandbach (Odenw) an den SPNV angebunden.
Seit Stilllegung der Strecke ist der nächstgelegene Bahnhof Höchst (Odenw) an der Odenwaldbahn.

### Radwanderwege
Durch das Stadtgebiet führen folgende Radwanderwege:
- An der Mümling verläuft der 225 km lange 3-Länder-Radweg. Er führt als Rundweg durch das Dreiländereck von Hessen, Baden-Württemberg und Bayern. Entlang von Mümling, Neckar und Main erkundet die Route den Odenwald. Teil dieser Route ist der 75 Kilometer lange Mümling-Radweg, der Obernburg mit Hirschhorn am Neckar verbindet.
- Der Hessische Radfernweg R9 startet in Worms und führt über 82 Kilometer durch den Odenwald an die Mümling und dort bis zur bayerischen Grenze.
- Der 16 Kilometer lange 2-Burgen-Radweg verbindet die zwei imposanten Odenwälder Burgenanlagen Burg Breuberg und Veste Otzberg.

## Persönlichkeiten

### Söhne und Töchter der Stadt
- Arnold Bergsträsser (* 5. Oktober 1841; † 5. Januar 1897 in Darmstadt) war ein hessischer Politiker (NLP) und ehemaliger Abgeordneter der 2. Kammer der Landstände des Großherzogtums Hessen
- Klaus Teuber (* 25. Juni 1952 in Rai-Breitenbach; † 1. April 2023), bekannter deutscher Spieleautor (u. a. Erfinder von Die Siedler von Catan)
- Timo Berner (* 13. August 1966), Radsportler
- Ralph Berner (* 28. März 1968 in Sandbach), Radsportler
- Corina Glaab (* 25. Mai 2000), Volleyballspielerin

### Persönlichkeiten, die in Breuberg gelebt und gewirkt haben
- Bernhard Würschmitt (* 21. November 1788 in Mainz; † 18. Juni 1853 in Bad Bergzabern) amtierte von 1821 bis 1825 als katholischer Pfarrer von Breuberg. Er war neben seinem Priesterberuf ein weithin bekannter Bildhauer und schuf hauptsächlich Skulpturen und Grabsteine aus Sandstein.[33]
- Friedrich Hartmann (* 4. Dezember 1859 in Mühlhausen; † 5. September 1934 in Neustadt) war ein hessischer Landtagsabgeordneter (SPD).
- Friedrich Veith (* 24. April 1860 in Mainz; † 6. September 1908 in Sandbach) war ein Erfinder und Unternehmer, der in Sandbach die Veith-Werke gründete, wo er nach eigenen Patenten eine Fabrikation von Gummireifen eröffnete, aus der später das Unternehmen Veith-Pirelli hervorging.
- Oka Nikolov (* 25. Mai 1974 in Erbach), Torwart von Eintracht Frankfurt, wuchs in Sandbach auf und begann seine Karriere bei der SG Sandbach.